# كيفن روبرتسون
كيفن روبرتسون (بالإنجليزية: Kevin Robertson)‏ هو لاعب كرة الماء أمريكي، ولد في 8 فبراير 1959 في بيلوكسي في الولايات المتحدة.

## وصلات خارجية
- كيفن روبرتسون على موقع قاعة مشاهير السباحة الأمريكية (الإنجليزية)
- كيفن روبرتسون على موقع اللجنة الأولمبية الدولية (الإنجليزية)
- كيفن روبرتسون على موقع أوليمبيديا (الإنجليزية)